# VfL Nauen
Der VfL Nauen ist ein deutscher Sportverein aus Nauen im Landkreis Havelland. Die Fußballabteilung der Brandenburger steht in der Tradition von Einheit Nauen. Der Verein ist Mitglied beim KSB, LSB, FLB, LVB, Turnerbund, LVB Herzkreislauferkrankungen, Behindertenverband.

## Geschichte
Bereits vor 1945 ist ein Spielbetrieb unter dem Namen VfL Nauen überliefert. Der Verein wurde mit Ende des Zweiten Weltkrieges verboten und aufgelost. Über die SG Nauen erfolgte im Jahr 1950 die Namensänderung zu BSG Einheit Nauen. Der Verein fungierte innerhalb der Sportvereinigung Einheit als Betriebssportgemeinschaft. Trägerbetrieb der Einheit war die Stadtverwaltung Nauen.

### Geschichte der Fußballabteilung

#### 1950–1991: BSG Einheit Nauen

Historisches Logo der BSG Einheit

Auf sportlicher Ebene wurden die Randberliner anfangs in die Bezirksklasse Berlin, zwei Jahre später in die Bezirksklasse Potsdam integriert. In der Spielzeit 1952/53 qualifizierte sich Einheit Nauen nach Siegen über die SG Weißensee und Aktivist Finkenheerd für die erste Hauptrunde des FDGB-Pokals, welcher wegen des Volksaufstandes vom 17. Juni 1953 abgebrochen wurde. In der Folgesaison wurde der Pokalwettbewerb fortgesetzt. Einheit Nauen unterlag nach einem 5:1-Sieg über Dynamo Rostock in der zweiten Hauptrunde Motor Nordhausen-West mit 2:4.
Auf Ligaebene gelang Nauen im Jahr 1955 in der Aufstiegsrunde gegen Fortschritt Luckenwalde, Empor Südwest Potsdam und der SG Velten der Aufstieg zur dritt- bzw. viertklassigen Bezirksliga Potsdam, die insgesamt 29 Spielzeiten gehalten wurde. Die eher finanzschwache Sportvereinigung Einheit war auch in Nauen nicht in der Lage, den Aufstieg zur DDR-Liga zu realisieren.

#### Seit 1991: VfL Nauen
1991 vollzog der Verein eine Umbenennung in VfL Nauen. Sportlich agierte der VfL fortan konstant im Landesbereich. 1993/94 erspielte sich das Team Platz zwei hinter Union Potsdam in der Landesklasse Staffel West. Mit 52:16 Punkten lag der Klub nur knapp hinter dem Staffelsieger (53:15 Punkte). Zur Folgesaison dominierte der Verein die Liga und landete zum Jahresabschluss auf Platz 1. Dies bedeutete den Aufstieg in die Landesliga Staffel Nord. Dort kamen die Nauener gut zurecht und erspielten sich Rang sechs. Damit war man vor der TSG Rot-Weiß Fredersdorf/Vogelsdorf (8.) und dem VfB Gramzow (9.) bester Neuling der Liga. Bis zum Sommer 2009 hielt der Klub diese Klasse. Das beste Saisonergebnis erreichten die VfL-Kicker 2006, als sie hinter dem Oranienburger FC Eintracht und MSV 19 Rüdersdorf dritter wurden. Dieses gute Ergebnis gelang, obwohl nach Ablauf der Hinrunde nur insgesamt vier Siege eingefahren werden konnten. Mit elf Erfolgen zur Rückserie schob sich der Klub schließlich nach vorn. Die meisten Punkte seit Einführung der Drei-Punkte-Regel im Sommer 1995 sammelte der VfL 1997/98. Hier reichte es allerdings nur zu Rang vier. Nach Platz 15 von 16 Teams zur Spielzeit 2008/09 musste der Klub den Gang in die Landesklasse antreten. Dort regenerierte sich der Verein wieder und belegte im ersten Jahr nach dem Abstieg den sechsten Tabellenplatz.

### Weitere Abteilungen
Weitere Sportabteilungen im Verein sind die Leichtathletik, Gymnastik und Tischtennis. Alle diese Sparten sind noch sehr jung und erst seit kurzem im Verein eingegliedert. Tischtennis wird seit 2007 gespielt. Zwischen 2004 und 2007 gab es eine Basketballabteilung, die sich aber nach nur kurzer Zeit wieder auflöste.

## Erfolge

### Fußballabteilung
- 1. Platz Bezirksklasse Potsdam – Staffel B: 1955
- Sieger der Aufstiegsrunde Bezirksklasse Potsdam: 1955
- 1. Platz Bezirksklasse Potsdam – Staffel B: 1969
- 1. Platz Bezirksklasse Potsdam – Staffel B: 1989
- Sieger der Aufstiegsrunde Bezirksklasse Potsdam: 1989
- 1. Platz Landesklasse – Staffel West: 1995